# 杏园乡 (繁峙县)
杏园乡，曾是中华人民共和国山西省忻州市繁峙县下辖的一个乡镇级行政单位。2021年5月，撤销杏园乡，整建制并入繁城镇。

## 行政区划
杏园乡下辖以下地区：
古家庄村、大沙村、小沙村、岗里村、杏园村、南关村、铁家会村、牛家窑村、姚家庄村、公主村、天成村、大峪村、黄家庄村、泽萌泉村、鳌子头村、黑山沟村、北家岭村和永胜村。

## 中国传统村落
公主村获评“中国传统村落”。